# Trichaeta trizonata
Trichaeta trizonata là một loài bướm đêm thuộc phân họ Arctiinae, họ Erebidae.